# The Gorilla (1939)
The Gorilla is een Amerikaanse filmkomedie uit 1939 onder regie van Allan Dwan. In Nederland werd de film destijds uitgebracht onder de titel De Gorilla.

## Verhaal
Wanneer een rijke man wordt bedreigd door een moordenaar die bekendstaat als "De Gorilla", doet hij een beroep op de Ritz Brothers om de zaak te onderzoeken. Op het ogenblik dat ze aankomen op zijn landgoed, duikt daar ook een echte, ontsnapte gorilla op.

## Rolverdeling
| Acteur         | Personage      |
| -------------- | -------------- |
| Jimmy Ritz     | Garrity        |
| Harry Ritz     | Harrigan       |
| Al Ritz        | Mulligan       |
| Anita Louise   | Norma Denby    |
| Patsy Louise   | Kitty          |
| Lionel Atwill  | Walter Stevens |
| Béla Lugosi    | Peters         |
| Joseph Calleia | Vreemdeling    |
| Edward Norris  | Jack Marsden   |
| Wally Vernon   | Zeeman         |
| Paul Harvey    | A.P. Conway    |
| Art Miles      | De Gorilla     |